# Трифонова, Евдокия Ивановна
Евдокия Ивановна Трифонова (19 марта 1928 — 12 декабря 2007 года) — латвийский партийный деятель, советский передовик производства в лёгкой промышленности, вязальщица трикотажной фабрики «Ригас адитайс» Министерства лёгкой промышленности Латвийской ССР, гор. Рига. Депутат Верховного Совета Латвийской ССР (1967—1980). Герой Социалистического Труда (1971). Член ЦК КП Латвии.

## Биография
Родилась в 1928 году в городе Старая Русса Ленинградской области.
Получила неполное среднее образование. С 1942 по 1950 годы работала в различных воинских частях, участница Великой Отечественной войны.
С 1950 по 1963 годы — вязальщица на Рижской трикотажной фабрике «Мара». С 1963 года — вязальщица Рижской трикотажной фабрики «Ригас адитайс».
9 июня 1966 года Указом Президиума Верховного Совета СССР «за высокие трудовые достижения по итогам семилетнего плана с 1959 по 1965 годы» Е. И. Трифонова была награждена Орденом Знак Почёта.
5 апреля 1971 года Указом Президиума Верховного Совета СССР «за выдающиеся успехи в досрочном выполнении заданий пятилетнего плана и большой творческий вклад в развитие производства тканей, трикотажа, обуви, швейных изделий и другой продукции легкой промышленности» Евдокия Ивановна Трифонова была удостоена звания Героя Социалистического Труда с вручением Ордена Ленина и золотой медали «Серп и Молот».
Е. И. Трифонова была членом ЦК Компартии Латвии, депутатом Верховного Совета Латвийской ССР 7-го (1967—1971), 8-го (1971—1975) и 9-го (1975—1980) созывов. С 1975 по 1980 годы — секретарь Комиссии коммунального хозяйства и благоустройства Верховного Совета Латвийской ССР.
Жила в Риге. Умерла 12 декабря 2007 года, похоронена на Первом Лесном кладбище в Риге. 

## Награды
- Медаль «Серп и Молот» (5.04.1971)
- Орден Ленина (5.04.1971)
- Орден Отечественной войны II степени (11.03.1985)
- Орден Знак Почёта (9.06.1966)